# Светлая Поляна (Самарская область)
Све́тлая Поля́на (чув. Ҫут Ӗшне) — посёлок в Шенталинском районе Самарской области. Входит в состав сельского поселения Канаш.

## География
Посёлок находится на расстоянии примерно 3 км (по прямой) на север от станции Шентала, административного центра района.

## История
Посёлок основан чувашами в середине 1920-х годов как выселки.

## Население
| 2010 |
| ---- |
| 0    |